# Lucien Wantou Siantou
Lucien Wantou Siantou est un homme d'affaires et député camerounais issu du département du Haut Nkam. Il est membre du RDPC, le parti au pouvoir.

## Biographie

### Carrière

#### Carrière politique
Lucien Wantou Siantou est élu députe en 2013 sous l'étiquette RDPC.

## Œuvres
Il fonde un institut universitaire privé à Yaoundé en 1991.